# Катарина фон Ханау
Катарина фон Ханау (на немски: Katharina von Hanau) е графиня на графството Ханау и чрез женитби графиня на Ринек и Хенеберг.

## Биография
Родена е на 25 януари 1408 година. Тя е най-възрастната дъщеря на граф Райнхард II фон Ханау (1369 – 1451) и съпругата му Катарина (1407 – 1459), дъщеря на граф Хайнрих II фон Насау-Байлщайн.
На 14 октомври 1419 е сгодена за бездетния вдовец граф Томас II фон Ринек (* пр. 1408; † 8 февруари 1431). През 1421 тя става третата му съпруга и получава дворец Вилденщайн. След смъртта му през 1431 г. Катарина води като опекун управлението за още малолетните си деца в Графство Ринек.
На 17 май 1432 г. Катерина се сгодява за граф Вилхелм II фон Хенеберг-Шлойзинген (* 14 март 1415; † 8 януари 1444, при лов) и на 15 юни същата година тя се отказва от всички права към Графство Ринек. Затова тя получава нейната зестра от 8000 гулдена и получава от годеника си 16 000 гулдена с дворец Майнберг при Швайнфурт. Двамата се женят през 1434 г.
След втората ѝ женитба нейният брат граф Райнхард III фон Ханау става опекун на малолетните ѝ деца в Графство Ринек.
Катарина умира на 25 септември 1460 г. на 52 години в дворец Масфелд при Майнинген.

## Деца
От брака ѝ с Томас II фон Ринек има децата:
- Филип Стари, цу Грюнсфелд, Амт Лауда и Вилденщайн († 5 декември 1488), женен за палцграфиня Амалия фон Пфалц-Мозбах (* 1433; † 15 май 1483), дъщеря на пфалцграф Ото I фон Пфалц-Мозбах
- Филип Млади, цу Лор, Гемюнден, Брюкенау и Шилдек († 14 юли 1497); първо духовник, отказва се през 1454 г. и се жени два пъти: за Маргарета фон Епщайн († 27 октомври 1463) и през 1465 г. Анна фон Вертхайм-Бройберг

От брака ѝ с Вилхелм II има децата:
- Вилхелм III (* 12 март 1434; † 26 май 1480), женен 1469 за херцогиня Маргарета фон Брауншвайг-Волфенбютел (* 1451; † 13 февруари 1509), дъщеря на княз Хайнрих II фон Брауншвайг-Волфенбютел
- Маргарета (* 1437; † 1491), монахиня в манастир Илм
- Йохан II (* 2 юли 1439; † 20 май 1513), 1472 абат на манастир Фулда
- Бертхолд XII (* 9 януари 1441), духовник
- Бертхолд XIV (* 4 март 1443; † 20 април 1495), пропст в Бамберг
- Маргарета (* 10 октомври 1444; † между 16 февруари 1485 и 3 март 1485), омъжена за граф Гюнтер XXXVI фон Шварцбург-Бланкенбург фон Шварцбург-Арнщат (* 8 юли 1439; † 30 декември 1503, Рудолщат)